# Lộc Tân
Lộc Tân là một xã thuộc huyện Bảo Lâm, tỉnh Lâm Đồng, Việt Nam.

## Địa lý
Xã Lộc Tân có vị trí địa lý:
- Phía đông và phía nam giáp thành phố Bảo Lộc
- Phía tây giáp huyện Đạ Huoai và huyện Đạ Tẻh
- Phía bắc giáp các xã B'Lá, Lộc Bắc, Lộc Quảng.

Xã Lộc Tân có diện tích 136,93 km², dân số năm 2022 là 8.029 người, mật độ dân số đạt 58 người/km².

## Hành chính
Xã Lộc Tân được chia thành 7 thôn: 1, 2, 3, 4, 5, 6, 7.

## Lịch sử
Ngày 11 tháng 7 năm 1994, Chính phủ ban hành Nghị định số 65-CP về việc
- Chuyển xã Lộc Tân (trừ thôn Đam Bri) thuộc huyện Bảo Lộc cũ về huyện Bảo Lâm mới thành lập quản lý
- Thành lập xã Đam Bri thuộc thị xã Bảo Lộc trên cơ sở 2.320 diện tích tự nhiên và 2.286 nhân khẩu của thôn Đam Bri, xã Lộc Tân.